# Škoda Kodiaq
Škoda Kodiaq este un SUV crossover de dimensiuni medii, disponibil și cu locuri pe trei rânduri, comercializat de producătorul ceh de automobile Škoda Auto din 2016.

## Galerie foto

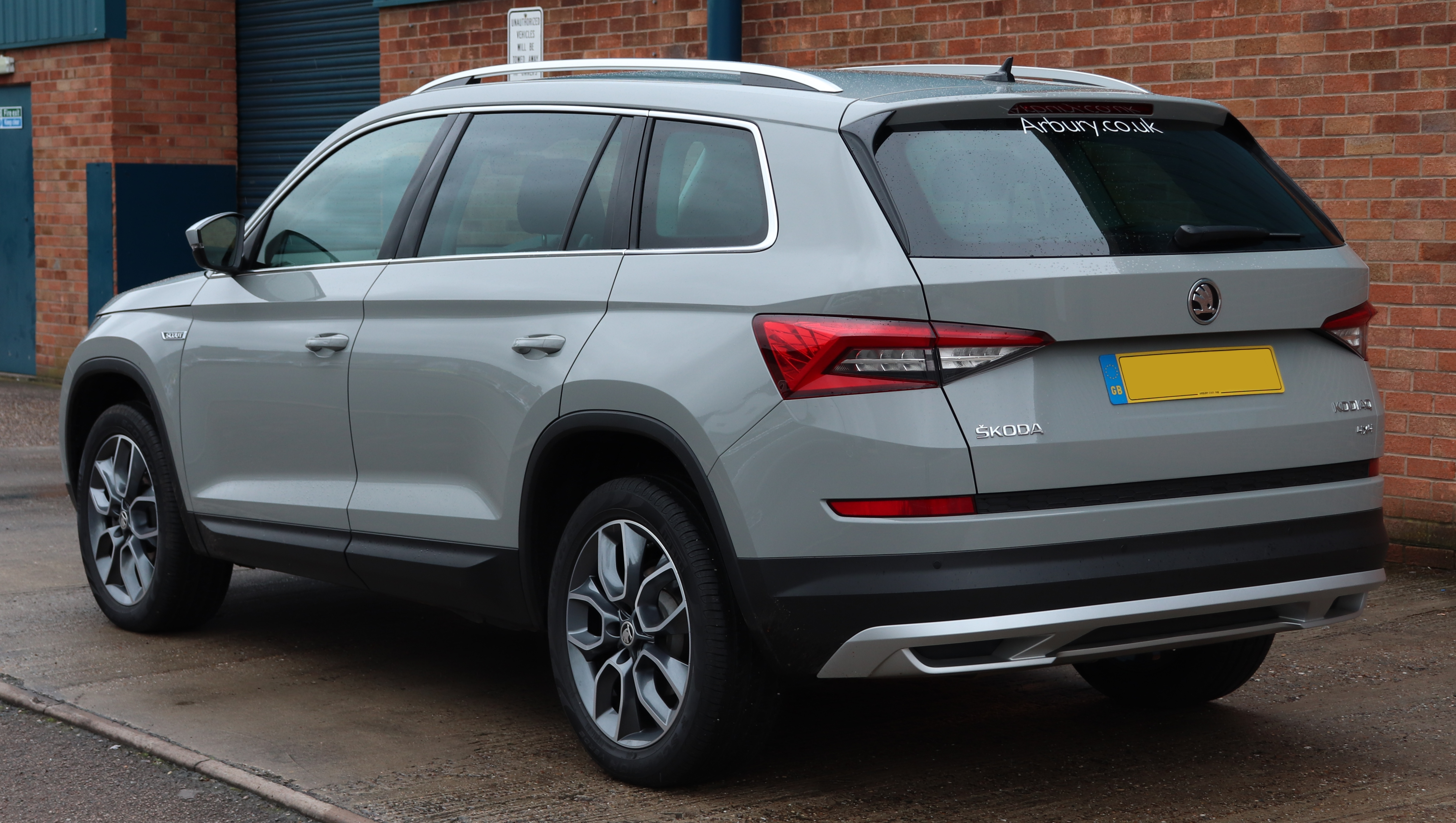
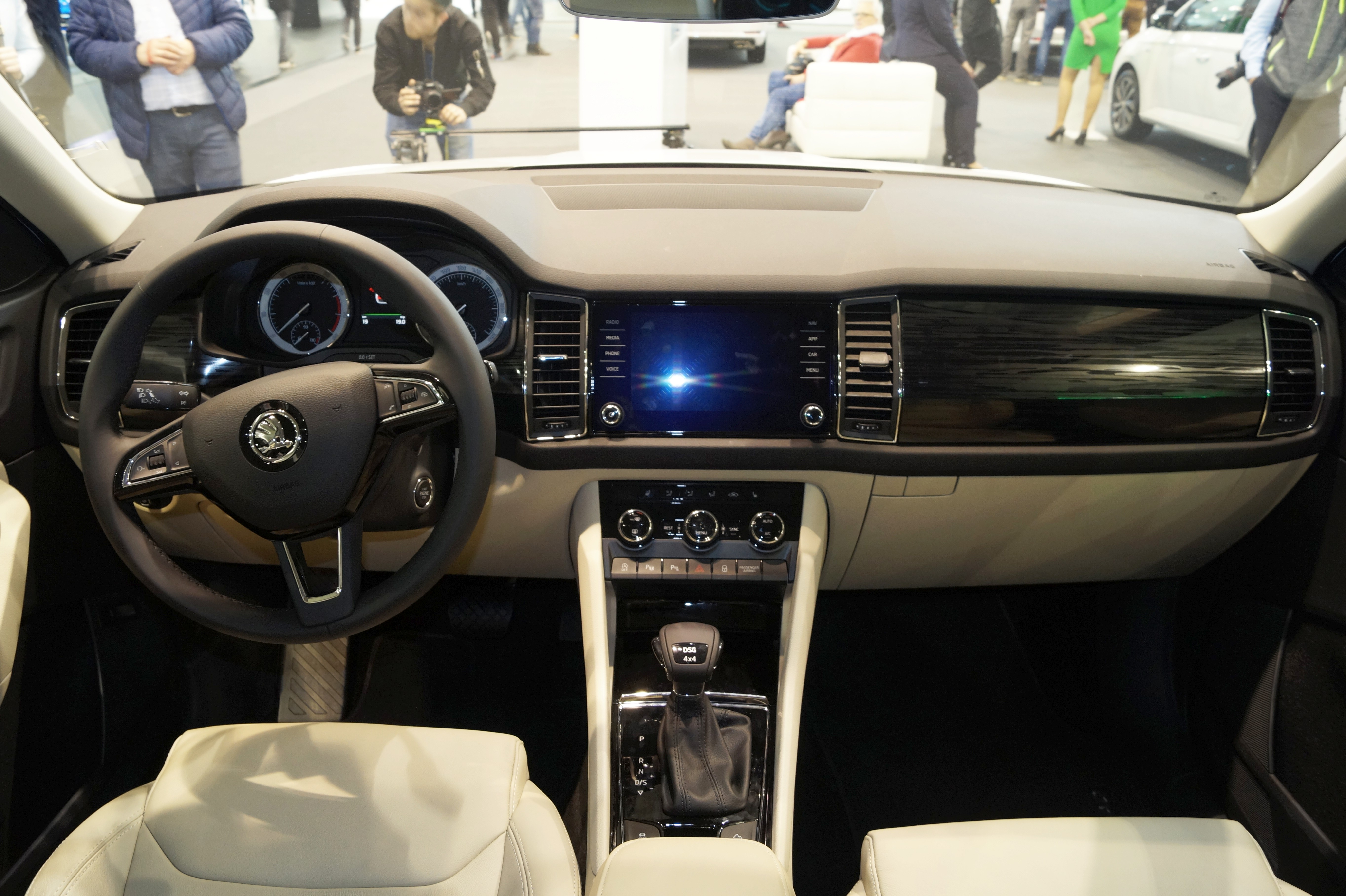

## Motorizări
| Motoare pe benzina      | Motoare pe benzina | Motoare pe benzina      | Motoare pe benzina  | Motoare pe benzina             | Motoare pe benzina  |
| Model                   | Displacement       | Power                   | Torque              | Transmission                   | Note                |
| ----------------------- | ------------------ | ----------------------- | ------------------- | ------------------------------ | ------------------- |
| 1.4 TSI 125             | 1,395 cc I4        | 125 PS (92 kW; 123 CP)  | 200 N·m (148 lb·ft) | 6-speed manual                 |                     |
| 1.4 TSI 150             | 1,395 cc I4        | 150 PS (110 kW; 148 CP) | 250 N·m (184 lb·ft) | 6-speed manual sau 6-speed DSG |                     |
| 1.5 EcoTSI 150 4Motion  | 1,498 cc I4        | 150 PS (110 kW; 148 CP) | 250 N·m (184 lb·ft) | 6-speed manual sau 7-speed DSG |                     |
| 2.0 EcoTSI 180 4Motion  | 1,984 cc I4        | 180 PS (132 kW; 178 CP) | 320 N·m (236 lb·ft) | 7-speed DSG                    |                     |
| 2.0 EcoTSI 190 4Motion  | 1,984 cc I4        | 190 PS (140 kW; 187 CP) | 320 N·m (236 lb·ft) | 7-speed DSG                    |                     |
| 2.0 EcoTSI 220 4Motion  | 1,984 cc I4        | 220 PS (162 kW; 217 CP) | 320 N·m (236 lb·ft) | 7-speed DSG                    | Kodiaq GT (China)   |
| Motoare Diesel          |                    |                         |                     |                                |                     |
| 2.0 TDI 150 SCR 4Drive  | 1,968 cc I4        | 150 PS (110 kW; 148 CP) | 320 N·m (236 lb·ft) | 6-speed manual sau 7-speed DSG |                     |
| 2.0 TDI 190 SCR 4Motion | 1,968 cc I4        | 190 PS (140 kW; 187 CP) | 400 N·m (295 lb·ft) | 7-speed DSG                    |                     |
| 2.0 TDI 200 SCR 4Motion | 1,968 cc I4        | 200 PS (147 kW; 197 CP) | 400 N·m (295 lb·ft) | 7-speed DSG                    | Din septembrie 2020 |
| 2.0 TDI 240 SCR 4Motion | 1,968 cc I4        | 240 PS (177 kW; 237 CP) | 500 N·m (369 lb·ft) | 7-speed DSG                    | Kodiaq vRS          |

## Vânzări
| An   | Europa | China  | India |
| ---- | ------ | ------ | ----- |
| 2016 | 671    |        |       |
| 2017 | 53,967 | 44,458 |       |
| 2018 | 63,990 | 51,230 | 2,025 |
| 2019 | 88,516 | 40,067 | 1,719 |